# Balla Linda
Balla Linda è un brano musicale composto da Lucio Battisti e Mogol, e interpretato originariamente dallo stesso Battisti, che lo pubblicò il 29 aprile 1968 come lato B del singolo Prigioniero del mondo/Balla Linda.
Il brano fu il primo successo di Battisti come cantante, e il primo a diventare un "classico" della sua produzione. Ebbe successo anche fuori dall'Italia, nella versione dei The Grass Roots.

## Testo
Il testo, scritto da Mogol, parla di una ragazza di nome Linda. Non è bellissima, né intelligente né ammaliante, ma la sua spensieratezza, sincerità e fedeltà riescono a far dimenticare al protagonista la sua precedente e avvenente compagna, che aveva approfittato di lui («non fai come lei / tu non prendi tutto quello che vuoi») e poi lo aveva lasciato.
Il testo è strutturato su un climax: i primi versi delle strofe sono malinconici, mostrano soprattutto i lati negativi di Linda, e sono ancora intrisi del ricordo della precedente compagna, di cui invece emergono i lati positivi. Nei versi successivi, invece, iniziano ad affiorare i suoi difetti, che Linda non ha. Nel ritornello, infine, l'ex compagna scompare del tutto e l'intera scena è dedicata a Linda, che il protagonista invita a ballare con entusiasmo.
Secondo Renzo Stefanel, Linda «è così pura che la sua danza pare quasi [...] la metafora della leggerezza del vivere coniata da Nietzsche».

## Composizione
Battisti iniziò a comporre la musica di Balla Linda tra la fine del 1967 e l'inizio del 1968. In quel periodo la canzone aveva il buffo nome di lavorazione di Testicolo pulito, che era noto solo a pochi amici e collaboratori, in via confidenziale.
Dopo averla temporaneamente abbandonata, nel febbraio 1968 Battisti completò la musica e Mogol scrisse il testo, dando al brano il titolo definitivo.
La canzone piaceva molto a Maurizio Vandelli, che chiese a Battisti di poterla interpretare con la sua Equipe 84; quest'ultimo, però, volle tenerla per sé.
Nonostante oggi possa sembrare una canzone piuttosto tradizionale, per l'epoca Balla Linda era un brano molto originale e fuori dagli schemi. La casa discografica di Battisti, la Ricordi, fece addirittura delle pressioni perché venisse cambiata e resa più tradizionale. Infatti Battisti fu interpellato personalmente da un discografico rimasto anonimo, che gli chiese di modificare il verso "non fermarti" in "non fermarti mai", perché a suo parere l'assenza della canonica rima baciata suonava male e lasciava il ritornello "sospeso". Battisti, però, si impuntò e non volle cambiare il verso.

## Interpretazione di Lucio Battisti

### Registrazione
L'arrangiamento fu curato da Mariano Detto.
Per l'importante parte di pianoforte inizialmente venne chiamato un turnista esterno, ma a Mariano Detto non piaceva il suo modo di eseguirla; così propose a Battisti di suonare la parte di persona, perché riteneva che il suo modo di eseguirla avesse una bella sonorità e desse colore alla ritmica. Battisti era riluttante, perché non padroneggiava perfettamente lo strumento, ma alla fine accettò.
La registrazione avvenne negli studi Ricordi di Milano. L'11 marzo 1968 furono registrate la base ritmica, le sovraincisioni degli archi (ore 15) e quelle dei fiati (ore 17); il 14 marzo le sovraincisioni dei cori (ore 9), della voce solista e dei controcanti (ore 21). Il 5 aprile a partire dalle ore 9 fu iniziato il missaggio, che però dovette essere interrotto alle 13 a causa del guasto della macchina, e poté essere completato solo l'11 aprile. Il transfer fu effettuato il 17 aprile.

### Musica
La struttura di Balla Linda è invertita rispetto a quella tradizionale: si apre con il ritornello e solo dopo segue la strofa.
Il ritornello, definito «svelto e danzante», ha un ritmo incalzante sottolineato dal piccolo saltello percussivo inserito da Detto Mariano.
La strofa, al contrario, è lenta e malinconica. I primi versi sono accompagnati da un'arpa pizzicata ad accordi (come se fosse una chitarra classica), che dà l'idea del passato "incantato" e felice ricordato dal protagonista del testo. Man mano che si va avanti si ha un crescendo, che traspone in musica la climax letteraria del testo, ed entrano anche basso e batteria, fino all'esplosione del successivo ritornello.
L'arrangiamento di Balla Linda è piuttosto diverso da quello di altre canzoni coeve di Battisti: il protagonista è il pianoforte, che ha anche il ruolo di tenere il ritmo (dal momento che la batteria non è sempre presente), mentre le chitarre sono quasi assenti, eccetto qualche intervento di chitarra elettrica.

### Pubblicazione
L'interpretazione di Battisti fu pubblicata il 29 aprile del 1968 come lato B del 45 giri Prigioniero del mondo/Balla Linda. Nonostante fosse stata scelta come lato B, Balla Linda finì con l'avere più successo di Prigioniero del mondo, e fece da traino al singolo, che ebbe un discreto successo: vendette quasi centomila copie, e fece entrare Battisti in hit parade per la prima volta da interprete, dove rimase per cinque settimane raggiungendo come picco l'undicesima posizione. Contemporaneamente il disco fu distribuito anche in Spagna e Brasile, mentre nel 1971 fu edito in Canada.
Con questo brano Battisti partecipò al Cantagiro 1968 con discreto successo, ottenendo un quarto posto nel girone Giovani. Il successo galvanizzò molto Battisti e fu una delle occasioni in cui acquisì consapevolezza delle sue abilità canore: Maurizio Vandelli racconta che, alla fine dell'esibizione, Battisti sia sceso dal palco e gli abbia detto «A Maurì, qui non me ferma più nessuno!».
Nel marzo del 1969 il brano fu incluso nel primo album eponimo del musicista, Lucio Battisti.

### Videoclip
Esistono due video di Battisti che canta Balla Linda, entrambi relativi alla partecipazione nel Cantagiro 1968: il primo è l'esibizione della serata inaugurale (che si svolse a Sanremo), trasmessa sul primo canale della RAI il 19 giugno 1968, nel quale Battisti canta dal vivo; il secondo è l'esibizione della serata conclusiva (Recoaro Terme), trasmessa sul primo canale il 6 luglio 1968, nel quale Battisti canta in playback. In entrambi i casi, la regia è di Enrico Moscatelli. Il video della serata conclusiva è stato inserito nel DVD Il nostro canto libero pubblicato nel 2007.

## Interpretazione dei Grass Roots
Nell'autunno del 1968, pochi mesi dopo l'interpretazione di Battisti, la canzone fu notata dal produttore americano Steve Barri, che decise di realizzarne una versione in inglese e di farla interpretare al gruppo californiano The Grass Roots.
La versione inglese prese il titolo di "Bella Linda"; il testo fu tradotto da Barri insieme a Barry Gross in modo molto libero: in questa versione, infatti, il protagonista supplica la propria compagna Linda di non lasciarlo. La produzione fu affidata a Barri, mentre arrangiamento e direzione d'orchestra furono curati da Jimmie Haskell, che mantenne quasi inalterato l'arrangiamento originale di Detto Mariano. Nella registrazione, voce solista e chitarra 12 corde sono suonati da Rob Grill, e i cori da Rob Grill, Entner e Bratton.
Bella Linda fu pubblicata negli Stati Uniti nel novembre 1968 come lato A del singolo Bella Linda/Hot Bright Blues. Contemporaneamente venne inserita nell'album Golden Grass. Nel gennaio 1969 il singolo venne pubblicato anche in Gran Bretagna, Canada e Australia.
Il singolo ottenne un notevole successo: in Gran Bretagna raggiunse la top ten, mentre negli Stati Uniti raggiunse la posizione n. 28 della classifica Billboard Hot 100. Bella Linda divenne uno dei maggiori successi della band, ed è stata perciò inclusa nella maggior parte delle antologie loro dedicate.

## Altre versioni
Nel corso del tempo, il brano è stato reinterpretato da molti altri artisti, tra cui:
- Gianni Morandi (1971, album Un mondo di donne)
- Formula 3 (album 25 anni di Lucio Battisti visto da noi, 1993)
- Mal (album Concerto per Lucio vol. 1, 1998)